# 新田浩一
新田 浩一（にった こういち、1988年6月27日 - ）は、日本の元ラグビー選手。

## プロフィール
- 大阪府出身。
- ポジションはラグビーのポジション#フロントロー(PR)。
- 身長 184cm、体重 113kg
- U19日本代表[1]やU20日本代表[2]に選ばれたことがある。

趣味はカラオケ。ピアノの演奏ができる。18番は「子犬のワルツ」

## 略歴
中学2年生からラグビーを始めた。
2007年、東海大仰星高校卒業後、東海大学に入る。なお東海大仰星高校時代、高校日本代表に選ばれたことがある。
2011年、東海大学卒業後、サントリーサンゴリアスに加入。なお東海大学時代の同級生にはリーチマイケル、三上正貴、森川海斗らがいる。
2012年10月27日に行われたジャパンラグビートップリーグ第8節の福岡サニックスブルース戦に先発出場で公式戦初出場を果たした。
2015年、現役を引退した。